# شهرستان آتن
شهرستان آتن، اوهایو (به انگلیسی: Athens County, Ohio) شهرستانی در ایالات متحده آمریکا است که در اوهایو واقع شده‌است.